# Personaggi di Settimo cielo
Di seguito viene indicata una lista dei personaggi della serie televisiva Settimo cielo trasmessa negli USA dalla the WB dal 1996 al 2006 e dalla The CW dal 2006 e in Italia da Italia 1.

## La famiglia Camden
I Camden sono costituiti da Eric e Annie e i loro sette figli: Matt, Mary, Lucy, Simon, Ruthie, Sam e David.

### Eric Camden
Il reverendo Eric Camden (interpretato da Stephen Collins) è cresciuto a Binghamton, New York dal Colonnello John Camden e Ruth Lynch. Secondo l'episodio "Halloween" (stagione 1), sembra che Eric sia nato nel 1954 (ciò significa che avrebbe 42 anni al momento), mentre nell'episodio "Cento" (stagione 5), il suo compleanno è a gennaio. Eric ha frequentato l'università per cinque anni e si è laureato al seminario Kolbel. Poco dopo si è sposato con Annie Jackson per poi generare Matt, Mary, Lucy, Simon, Ruthie, Sam e David. Ha una sorella, Julie Camden Hastings, che sposerà il medico che ha fatto nascere Matt e i gemelli Sam e David. Dopo il suo intervento di bypass al cuore, decide di lasciare il ministero e smettere di frequentare anche la chiesa. Ritrova la sua fede tornando anche in chiesa in tempo per sposare Kevin e Lucy (fine della stagione 7).

### Annie Camden
Annie Mae Camden, nata Jackson, (interpretata da Catherine Hicks) è la moglie di Eric e la madre di Matt, Mary, Lucy, Simon, Ruthie, Sam e David. Figlia di Carles e Jenny Jackson. Durante il college Annie ha studiato arte, economia e commercio, e nelle stagioni successive è tornata a scuola per ottenere il diploma.
Anche se ha scelto di essere una madre casalinga, Annie è una tuttofare: tiene il bilancio di una famiglia di nove persone, è idraulica, costruttrice, sarta, cuoca, tesoriera per la chiesa e quant'altro.
Annie è la spina dorsale della famiglia e confidente della prole. Sua madre Jenny muore presto di cancro (prima stagione), evento che la colpisce duramente. Ancora più difficile da accettare è la repentina relazione di suo padre con Ginger, tanto da lasciare la chiesa dopo che suo padre vi porta la donna, per poi lentamente accettarla in famiglia. Suo padre soffre di Alzheimer, perciò Annie passa sempre più tempo con lui in Arizona prima della sua morte. Ad inizio della serie, Annie scopre che il padre aveva una figlia illegittima, avuta da una relazione: Lily, che infine incontra e inizia ad averci un rapporto umano.

### Matt Camden
Matthew "Matt" Camden (interpretato da Barry Watson) è il maggiore dei sette figli della famiglia Camden. Ad inizio serie Matt frequentava la scuola superiore. 
Matt sacrificava il suo tempo a scuola per aiutare gli altri più bisognosi chiedendo loro l'anonimato. Si laurea con il massimo dei voti, venendo accettato per uno stage presso la Casa Bianca a Washington, con la first lady Hillary Clinton. Frequenta poi l'università di Washington alloggiando presso un amico, John Hamilton, figlio di un ministro, la cui famiglia diventa amica dei Camden. 
Trova intanto lavoro nella mensa di un ospedale e, durante la sua permanenza, Matt decide di studiare medicina. Il lavoro successivo è in una clinica femminile dove (dopo aver contribuito a salvare la vita di una donna con una gravidanza extrauterina) inizia a lavorare con lo zio Hank. Conosce poi Sarah Glass, studentessa di medicina, e ne diviene il marito di nascosto: Sarah è ebrea e figlia di un rabbino (il cui desidero è un genero ebreo). Le due famiglie infine si chiariscono e la coppia si trasferisce a New York per frequentare la facoltà di medicina. Entrambi infine laureati in medicina, annunciano alle famiglie l'arrivo di due gemelli. 

### Mary Camden
Mary Camden-Rivera (interpretata da Jessica Biel) è la figlia maggiore della famiglia Camden. A 14 anni Mary è un'aspirante atleta con una passione speciale per il basket: si allena duramente (tanto da aspirare alla WNBA) finché, prima della fine del suo anno da matricola, viene investita da un'auto, lasciandosi gravemente ferita al ginocchio (in realtà la Biel si era scontrata con un'altra ragazza durante una partita di calcio). 
Ha avuto una serie di fidanzati: il primo, Wilson West, un uomo con un figlio da una precedente relazione: la compagna morì in seguito al parto del piccolo Wilson Jr.
Mary entra poi in un giro di amicizie poco raccomandabili che la spingono a vandalizzare la palestra della scuola: il gruppo viene scoperto e arrestato portando Mary e gli altri a frequentare un programma speciale per delinquenti alle prime armi di servizio alla comunità: qui incontra Robbie Palmer, la sua seconda storia importante, che termina quando lui la porta in un motel e le tira un pugno per la rabbia.
Mary decide di non frequentare il college, preferendo lavorare nel bar Pete's: qui incontra Frankie e Johnny, una coppia di tossicodipendenti e alcolizzati suoi coetanei. Da qui la spirale discendente: assenze da lavoro, uso di alcool durante i servizi da babysitter, debiti con carte di credito e compagnie di assicurazioni: la famiglia decide di trasferire Mary a New York dal Colonnello. 
Il Colonnello la manda a lavorare in un rifugio per senzatetto in autunno e iniziare l'università in inverno: questo la fa calmare, con il progetto di tornare in famiglia in estate per rimettersi con l'ex Robbie. Scoperto invece che anche Wilson risiede a New York, rimane dal Colonnello per rifrequentare quest'ultimo. 
Mary trova infine lavoro come vigile dei fuoco: durante la formazione conosce Ben Kinkirk, altro pompiere in addestramento: Wilson li sorprende a baciarsi, rompendo con lei. Ben si scoprirà poi essere fratello di Kevin, futuro marito della sorella Lucy. 
Una successiva relazione importante ma breve è con l'assistente di volo Jack, della stessa età di Eric. In una successiva fase, Mary si trasferisce in Florida dove ritrova Carlos Rivera, un uomo che aveva incontrato mentre faceva volontariato nel rifugio per senzatetto. Charles e Mary si sposano qualche tempo dopo e, dopo poco, la ragazza rimane incinta: la famiglia la raggiunge per la nascita di Charles Miguel "Charlie". La coppia divorzia, Carlos porta Charlie a Porto Rico seppur, al matrimonio di Simon, Mary annuncia di essere tornata assieme a Carlos e di aspettare due gemelle. Mary infine si laurea  lo stesso giorno di Matt e Sarah. 

### Lucy Camden
Lucille Joan Camden-Kinkirk è la terza dei sette figli di Eric ed Annie Camden. È interpretata dall'attrice e cantante statunitense Beverley Mitchell.
Ha un rapporto di complicità e a volte anche conflittuale con la sorella Mary. Il suo primo vero ragazzo è stato Jimmy Moon. In seguito, ha una relazione importante con un ragazzo di nome Jordan, che si contende con la sorella Mary. Lucy ha una progressiva maturazione e durante gli anni del college decide poi di seguire le orme di suo padre e frequentare un seminario. Dopo un breve fidanzamento con un ragazzo di nome Jeremy, per il quale si trasferisce per un semestre a New York, Lucy torna a casa. Durante una visita a Buffalo con Mary, Lucy incontra Kevin Kinkirk per caso all'aeroporto e il ragazzo la invita ad uscire. Durante la cena, Kevin porta anche il fratello, che si scopre essere Ben, l'ex ragazzo di Mary presente anch'essa alla cena. Kevin decide di trasferirsi a Glen Oak per stare più vicino a Lucy e vive così nell'appartamento sul garage di casa Camden. Il giorno di San Valentino, davanti alle famiglie Camden e Kinkirk, Kevin chiede a Lucy di sposarlo. Durante gli ultimi mesi di college, Lucy rimane incinta di una bambina. A pochi mesi dalla fine della gravidanza, Lucy è costretta a rimanere a letto per non affaticarsi troppo e riceve così la sua laurea in giardino. Mentre si trova al centro commerciale con Matt, a Lucy si rompono le acque ed è così costretta a partorire in ascensore e avere come ginecologo il fratello Matt. Dopo qualche mese dalla nascita di Savannah, nata nel gennaio 2005, Lucy e Kevin acquistano la casa vicino a quella dei genitori. Alla fine della serie, di comune accordo col marito, Lucy lavora come pastore associato nella chiesa di Glen Oak, di cui il padre è pastore, mentre Kevin rimane a casa a prendersi cura della bambina.

### Simon Camden
Simon è il quarto figlio del Reverendo Eric Camden e Annie Camden. È interpretato da David Gallagher.
Frequenta la Chiesa della Comunità di Gleno Oak della quale suo padre è il pastore. Durante la sua infanzia viene soprannominato "La banca di Simon" perché sembra che abbia sempre dei soldi. Simon chiede sin da subito di avere un cane, ottenendo un trovatello, Happy. All'ingresso al liceo, grazie all'aiuto di Lucy, comincia ad incontrare nuove persone. All'inizio dell'estate prima del suo ultimo anno di liceo, Simon uccide Paul Smith, un ragazzo di Glen Oak, in un incidente d'auto. La morte si rivela accidentale e Simon non è incriminato. I Camden decidono di trascorrere parte dell'estate nella casa sulla spiaggia ma Simon non può scappare dai sensi di colpa che lo affliggono per aver causato la morte di Paul. Per paura che il fratello di Paul possa fare del male a Simon, il ragazzo decide di lasciare la scuola e andare al college con un anno di anticipo.
Simon ha avuto tre importanti ragazze: Deena, Cecilia e Rose. Inizialmente decide di non dormire con Rose perché aveva promesso a Dio (quando aveva paura di aver preso una malattia sessualmente trasmissibile) che non avrebbe dormito con alcuna ragazza fino al matrimonio. Una volta fidanzati, Rose gli ha rivelato che sarebbe stata felice se avessero avuto rapporti. Mentre frequenta il college, Simon rompe la tradizione di famiglia di non avere rapporti sessuali prima del matrimonio. Dopo essersi spaventato della possibile gravidanza di una ragazza, Simon incontra Rose. Rose ama molto Simon ma il ragazzo non è sicuro di provare gli stessi sentimenti. I due comunque si fidanzano e progettano di sposarsi. Alla fine Simon scopre che Rose è ancora innamorata del suo ex ragazzo Uberto e quindi i due decidono di non sposarsi. Verso la fine della serie, Sandy e Aaron si presentano alla festa per il matrimonio, e Sandy dice a Simon che ha bisogno di parlargli. Tuttavia, non si è mai saputo cosa Sandy volesse dire a Simon. Simon alla fine sposerà qualcun altra (come accennato da Ruthie nella stagione 11), ma non si sa mai chi sia, anche se scoprono che è laureata.

### Ruthie Camden
Ruthie Camden è una figlia di Eric ed Annie. È interpretata da Mackenzie Rosman.
Ruthie come tutta la sua famiglia abita nella città di Glenoak, California, era la figlia più giovane del Reverendo Eric Camden e di Annie Camden, prima dell'arrivo dei gemelli Sam & David. Il suo nome deriva da quello della nonna paterna: Ruth. Ruthie frequenta la Chiesa della Comunità di Glenoak, ossia quella del padre. Durante la sua infanzia viene vista come la spiona di casa Camden poiché si notava la sua abilità a trovarsi sempre nel posto giusto al momento giusto. L'età di Ruthie è aumentata un po' più velocemente nel corso delle stagioni poiché verso la fine della prima stagione Ruthie comincia la prima elementare, presumibilmente all'età di sei anni, mentre alla fine della decima stagione ha 17 anni, la stessa età di Mackenzie Rosman, l'attrice che la interpreta.
In passato, Ruthie era conosciuta come che si divertiva ad essere al centro dell'attenzione di tutti. Con la nascita, nella stagione 3, dei gemelli, però, Ruthie perde il suo trono poiché tutte le attenzioni si rivolgono a Sam e David. Si nota comunque come, nonostante l'arrivo dei gemelli, le attenzioni pian pian si rivolgano di nuovo anche verso Ruthie. Ruthie, nonostante la giovane età, è sempre stata il membro della famiglia che era a conoscenza di tutto quello che succedeva in casa a tutti gli ospiti e i membri della famiglia Camden.
Inizialmente Ruthie divideva la stanza con Simon ma quando Matt, nella seconda stagione, si trasferisce nell'attico, Simon occupa la stanza lasciata libera dal fratello. Successivamente, nella quarta stagione, Mary e Lucy si trasferiscono nell'attico. Dopo che Mary si è trasferita a Buffalo, Ruthie prende il posto della sorella nell'attico condividendo la stanza con Lucy fino a che però la ragazza non si sposa con Kevin e si trasferisce nell'appartamento sopra il garage. Successivamente Kevin e Lucy si trasferiscono nella casa accanto a quella dei Camden. Così dall'aprile della stagione 7, Ruthie rimane da sola nell'attico.
Durante il suo primo anno di liceo, Ruthie comincia a provare qualcosa per l'ospite di casa Camden, Martin Brewer. Gli confessò perfino il suo amore, ma dissimulò questa confessione d'amore affermando che lo vedeva come un fratello. Più tardi, Ruthie inizia ad uscire con ragazzi più grandi per cercare di interessare Martin a lei.
Sfortunatamente per lei, Martin è andato a letto con una ragazza di nome Sandy che frequentava la scuola superiore di Simon. Ruthie era devastata dopo aver scoperto che Martin aspettava un bambino da Sandy, la ragazza che aveva incontrato e con cui era andato a letto solo una volta. Ha cercato di essere sua amica e di sostenerlo mentre lui si mostrava irresponsabile nei confronti della madre di suo figlio. Ruthie era presente alla nascita di Aaron insieme a Martin e alla sua famiglia più stretta. Dopo la nascita, Martin lascia Glen Oak per gli studi e vive vicino a suo figlio. Questo lascia Ruthie con il cuore spezzato, anche se, alla fine dell'undicesima stagione, Martin ammette finalmente di amare Ruthie, ma lei è già romanticamente coinvolta con T-Bone, nuovo ospite di casa Camden. Dopo una discussione si lasciano. Ruthie inizia a vedere Martin brevemente, che le dice che vuole risolvere le cose con lei, ma Ruthie sceglie T-Bone e i due tornano insieme. Ruthie decide di diplomarsi presto al liceo e che lei e T-Bone vogliono viaggiare per il mondo insieme. Dopo il diploma, Ruthie e T-Bone si uniscono a tutta la famiglia e agli altri attuali ospiti di Casa Camden per un viaggio in camper che include una sosta alla cerimonia di laurea di Simon e dopo la quale Ruthie e T-Bone progettano di viaggiare per il mondo insieme.

### Sam e David Camden
Samuel (Sam) e David Camden sono due gemelli figli di Eric ed Annie. Originariamente furono interpretati dai quattro gemelli Brino, ma successivamente, quando Sam e David, crescendo, hanno iniziato a mostrare caratteristiche diverse, sono stati scelti rispettivamente Lorenzo e Nikolas.
Nati durante il quattordicesimo episodio della stagione 3 Viva le donne ("In Praise of Women"), Sam e David sono venuti alla luce il giorno di san Valentino del 1999. Frequentano la scuola elementare e sono dei bravissimi assistenti del Reverendo.

## Altri personaggi

### Kevin Kinkirk
Kevin Kinkirk è interpretato dall'attore George Stults.
Kevin è stato introdotto nella serie per la prima volta come ufficiale di polizia dell'aeroporto di New York e ben presto si è rivelato essere il fratello maggiore di Ben. Kevin e Lucy si sono messi insieme non appena si sono conosciuti e si sono piaciuti così tanto che hanno deciso di portare avanti una relazione a distanza (tra New York e la California). Kevin, dopo qualche tempo, si è trasferito a Glen Oak per stare più vicino alla ragazza. Lucy e Kevin dopo qualche mese si sono fidanzati e sposati e sono andati inizialmente a vivere nell'appartamento sopra il garage di casa Camden ma dopo la nascita di Savannah si sono trasferiti nella casa dietro a quella dei genitori della ragazza.
Kevin ha avuto una figlia da Lucy di nome Savannah (nome della meta del viaggio di nozze di Kevin e Lucy). Dopo che Kevin riesce a convincere la moglie che hanno bisogno di una casa, i due acquistano quella dietro casa Camden.

### Martin Brewer
Martin Brewer è interpretato da Tyler Hoechlin.

Martin Brewer è figlio unico di un Marine, Bill Brewer. Sua madre è morta quando lui era molto piccolo e fino all'età di 16 anni ha vissuto con la zia Betsy. Durante il secondo anno di liceo di Martin, i Brewer si trasferiscono a Glenoak, California. Martin entra a far parte della vita della famiglia Camden per caso. Egli segue Ruthie Camden e il suo amico Peter a casa Camden e tutti pensano che sia un amico di Simon, eccetto Simon che pensa che Martin sia lì per parlare con Eric. Quando la zia di Martin, un'aspirante stilista di moda, vuole che lei e Martin si trasferiscano a New York, il Reverendo la convince a lasciare che Martin viva a casa Camden. Quando inizia a frequentare la stessa scuola di Ruthie, incomincerà anche una relazione con Cecilia Smith, ed avrà un migliore amico che ogni tanto gli complicherà la vita: Mac. Nella decima stagione mette incinta una ragazza di nome Sandy (interpretata da Haylie Duff) che frequenta lo stesso college di Simon. All'inizio Martin non vuole occuparsi del bambino ma in seguito cambierà opinione. Nel frattempo il rapporto con suo padre si complica a causa di tutto ciò. Lo sport preferito di Martin è il baseball e viene infatti scelto sia dai college sia dalle squadre professionali di tale sport. Una squadra gli offre addirittura un contratto per un anno, a patto però che Martin lasci la scuola per quel periodo (recupererà in seguito il tempo perso all'High School). Martin vive due anni con i Camden prima che suo padre torni dall'Iraq e alla fine il ragazzo torna a casa.